# ロッキュン
ロッキュンとは、福島県のTBS系列局・テレビユー福島（TUF）のマスコットキャラクター。

## 概要
TUFでは、開局から長らくキャラクターを用意していなかった。2007年12月、開局25周年を機に「未来からやってきたロボットの男の子」という設定のイメージキャラクターを発表。その後一般公募の結果、2008年1月に「ロッキュン」という名前が正式に決定。福島県内の放送局では、最後発のマスコットキャラクターとなった。
名前の由来は、TUFのチャンネル（リモコンキーID）「ロク（6）」と、胸のハートマークの「胸キュン」から取られた。
2010年には、ロッキュンとコラボレーションした商品を東北地方および新潟県のファミリーマートで発売した。

## 特徴
公式サイトより
- 年齢：5歳ぐらい。
- 性格：明るく活発、少しおっちょこちょい。
- チャームポイント：前髪の6[3]と、胸のハート。
- 性格：明るく活発、少しおっちょこちょい。
- 主食：エコ燃料。
- 特技：じゃんけん。

## 福島県内テレビ局の他局のキャラクター
- 中テレくん - 福島中央テレビ
- ときまる - 福島放送
- ふくたん - 福島テレビ